# Бадр аль-Джамали
Абуль-Наджм Бадр ибн Абдаллах аль-Джамали аль-Мустансири, более известный как Бадр аль-Джамали (араб . بدر الجمالى ), был визирем и видным государственным деятелем Фатимидского халифата при халифе аль-Мустансире. Его назначение на пост визиря в 1073 году восстановило состояние государства Фатимидов, которое столкнулось с крахом в предыдущие десятилетия, но также положило начало периоду, когда в визиряте доминировали военные деятели, которые удерживали власть благодаря своей военной мощи, а не благодаря назначению халифа. Армянин Бадр аль-Джамали инициировал волну армянской миграции в Египет и был первым из визирей армянского происхождения, сыгравших важную роль в судьбе Фатимидского халифата в последующем столетии.

## Ранняя жизнь и карьера вСирии
Бадр, армянин этнического происхождения, родился где-то между 1005 и 1008 годами; согласно записям, на момент его смерти ему было более 80 лет. Бадр был куплен в рабство (мамлюк) Джамалем ад-Даулой ибн Аммаром, правителем Триполи, откуда он и получил свой эпитет (нисба) аль-Джамали. В остальном его ранняя жизнь и карьера до ок. 1063 года неясны. Однако историк Сета Дадоян предполагает, что его можно отождествить с однофамильцем Абу-л-Наджмом Бадром, армянином гулямом, который недолго правил Алеппо в 1022 году.
Карьера Бадра начинает документироваться в апреле 1063 года, когда он был назначен военным губернатором (вали) Дамаска и его провинции, носящим почетные титулы Короны командующих (Тадж аль-Умарах), командующего армиями (Мукаддам аль-Джуюш) и Чести королевства (Шараф аль-Мульк). Он сделал Миззу близ Дамаска своей резиденцией. Его срок полномочий был прерван немногим более года спустя после столкновений между его войсками и местным ополчением (адат) под командованием местного алида Абу Тахира Хайдары ибн Абу аль-Хусейна. В июле 1066 года он был повторно назначен на этот пост. Его резиденция находилась в Каср ас-Салтане на равнине Баб аль-Хадид. Его сыновья также служили офицерами в армии Фатимидов под его командованием. Один из них, Шаабан, умер в Акко в это время. Его пребывание в Дамаске снова было неспокойным. В 1068 году Абу Тахир поднял еще одно восстание в 1068 году, в результате которого его дворец сгорел дотла, прежде чем восстание было подавлено.
Проблемы Бадра в Сирии были симптомом более широкого недуга, охватившего государство Фатимидов, которое в этот период было близко к полному краху. Восшествие на престол халифа аль-Мустансира (р. 1036-1094) открыло центральное правительство для интриг и соперничества; визирейство занимали фавориты матери халифа, и вспыхнула междоусобица между различными этническими контингентами армии Фатимидов, нанесшая ущерб администрации и истощившая казну. Открытая гражданская война царила в Каире между тюрками и чёрными нубийцами (Судан) в 1062-1067 годах, прежде чем тюрки под предводительством Насира ад-Даулы ибн Хамдана захватили власть в столице и в Нижнем Египте. Ситуация усугубилась сильным голодом с 1065 по 1072 год и тираническим режимом Насира ад-Даулы: его тюрки разграбили дворцы Фатимидов и библиотеки и разрушили большую часть столицы, а в 1070 году Насир ад-Даула ибн Хамдан даже прочитал пятничную молитву от имени Аббасидского халифа, тем самым фактически свергнув аль-Мустансира. Царящая анархия оставила королевскую семью Фатимидов обездоленной, казну пустой, а различные части Фатимидского халифата оказались под военной оккупацией: тюрки в Каире, Лавата и другие берберы на побережье, нубийцы в Верхнем Египте и Сирия под нашествием тюрок-сельджуков.
Фатимиды уже потеряли эффективный контроль над северной Сирией в начале 1060-х годов. В 1070 году Махмуд ибн Мирдас из Алеппо приказал читать пятничную молитву от имени халифа Аббасидов, в то время как 19 января 1071 года правитель сельджуков Алп Арслан пересек реку Евфрат в Сирии, прежде чем его поспешно направили на север для борьбы с византийцами при Манцикерте. Кроме того, Фатимиды начали терять контроль над прибрежными городами Леванта, которые были захвачены номинально под сюзеренитетом Фатимидов: Ибн Абу Акиль из Тира и Амин ад-Даула Абу Талиб аль-Хасан ибн Аммар из Триполи, поддерживаемые городской торговой аристократией, правили как автономные князья. Чтобы противостоять этим угрозам, в 1069/1070 году Бадр был назначен главнокомандующим армиями (Амир аль-Джуюш) и отправлен в Сирию во главе армии, состоящей из берберов и армян. Чтобы следить за прибрежными городами и обеспечить собственную связь с Египтом по морю, он основал свою резиденцию в прибрежном городе Акко.
В его отсутствие Бадра Насир ад-Даулы ибн Хамдан, временно утративший власть, вновь захватил контроль над столицей. Чтобы закрепить свое положение, Насир ад-Даулы ибн Хамдан попытался добиться того, чтобы его могущественный соперник оставался занятым в Сирии. Пока Бадр был занят осадой Тира, Насир ад-Даулы ибн Хамдан поощрял восстания среди бедуинских племен Бану Калб и Бану Тайи, а также посылал ободряющие послания губернатору-отступнику Дамаска, Муалле ибн Хайдару, и даже самому Алп Арслану, приглашая его вторгнуться в Сирию и отвоевать ее у Фатимидов. И наоборот, Бадр привлек к своему делу огузский клан Навики, который спасался от натиска сельджуков, для борьбы с бедуинами. Вскоре Навики начали ссориться с Бадром, требуя большей платы за свои услуги. Некоторые присоединились к бедуинам, в то время как другие под руководством Ациза ибн Увака основали независимое княжество в Палестине и внутренних районах южной Сирии, которое признало сюзеренитет Аббасидского халифа и Сельджукского султана в Багдаде. К 1076 году Иерусалим, Рамла и другие города перешли к Навики, оставив в руках фатимидов только прибрежные районы.

## Визирь

### Приход к власти
В 1073 году Насир ад-Даулы ибн Хамдан был убит турецким командиром-соперником. В том же году голод закончился после хорошего урожая. Аль-Мустансир ухватился за радикальное решение своих проблем и тайно обратился к Бадру за помощью. Последний согласился при условии, что сможет привести с собой свою армянскую охрану. В конце 1073 года Бадр находился в Дамиетте, и прибыл в Каир в январе 1074 года.
Не зная о причине его прибытия, турецкие лидеры не заподозрили его в недобрых намерениях. В результате Бадр смог добиться убийства всех турецких военачальников в столице за короткое время после своего прибытия. После этого подвига аль-Мустансир провозгласил Бадра визирем со всей полнотой полномочий и титулов: помимо того, что он оставался Амиром аль-Джуйушем, он также был верховным судьей в качестве "Защитника судей мусульман" (Кафиль кудат аль-Муслимин) и главой исмаилитов дава как "Проводник миссионеров среди верующих" (Хадият аль-Муминин). Хотя халиф Фатимидов остался на своем месте, Бадр установил военный режим, при котором он правил "как военный, но популистский диктатор" (Сета Б. Дадоян). Средневековые арабские авторы описывают его положение как "визиря с полными полномочиями" (визарат ат-Тафвих), которое по сути было похоже на положение султана, установленное правителями сельджуков по отношению к халифам Аббасидов. Военный характер должности Бадра был подтвержден титулом Амир аль-Джуюш (в народе миргуш), которое не только стало именем, чаще всего ассоциирующимся с ним, но также использовалось Бадром как его собственное отчество. Его личная армия численностью около 7000 человек составила ядро новой силы, названной Джуюшийя, в то время как его собственное имущество и слуги были обозначены Джуюш-и.

### Внутреннее управление
После установления контроля над Каиром Бадр приступил к восстановлению центрального контроля в дельте Нила с востока на запад, кульминацией которого стал штурм Александрии. Восстановление контроля Фатимидов над Верхним Египтом оказалось более сложным, поскольку местные арабские племена защищали фактическую независимость, которую они приобрели за предыдущие годы. К 1076 году Бадр восстановил власть центрального правительства над Египтом, и халиф аль-Мустансир был сведен к чисто ритуальной роли главы общины исмаилитов. Хотя исмаилизм был восстановлен в качестве официальной доктрины, церемонии Фатимидов были сокращены, а суннитам и другим шиитским общинам было разрешено исповедовать свою веру. Бадр сохранил общий контроль над религиозными делами и спонсировал строительство мечетей и церквей.
Бадр также провел крупную административную реформу Египта. До этого времени страна была разделена на большое количество (от 60 до 96) небольших округов (кура), которые в той или иной форме восходили к пагархии греко-римского Египта. Бадр упразднил их и заменил 23 провинциями (14 в Нижнем Египте и 9 в Верхнем Египте), которые в общих чертах сохранились до наших дней. Кроме того, Бадр поощрял иммиграцию армян, как мусульман, так и христиан, в Египет. Бадр также спонсировал Армянскую церковь, которая стала серьезным конкурентом Коптской церкви и установила свою собственную, отдельную иерархию. К концу столетия армянская община в Египте насчитывала почти 100 000 человек и была представлена среди высших гражданских и военных чинов Фатимидского Египта.

### Военная деятельность
В 1075 году два священных города, Мекка и Медина, которые какое-то время признавали Аббасидских халифов, вернулись под сюзеренитет Фатимидов. В том же году между Ацизом и его братьями возникли разногласия. Один из них, Манкли, вступил в контакт с Бадром и даже восстановил имя аль-Мустансир во время пятничной молитвы на своих территориях вокруг Акко. Однако он недолго продержался против Ациза и был вынужден бежать в Руфайну на севере. В октябре 1076 года Ациз выступил в поход против Египта, но Бадр объявил джихад против него. Потерпев поражение, Ациз отступил в Сирию. В 1079 году Бадр послал своего соотечественника-армянина Насра ад-Даулу против Ациза в Дамаске, в то время как с севера сельджуки под командованием Тутуша подошли к городу (октябрь 1079 г.). В результате Фатимиды отступили, и Дамаск вместе с большей частью Сирии перешел к сельджукам.

### Смерть и наследие
Бадр умер 21 июня 1094 года. Аль-Мустансир попытался вернуть себе полномочия, которые он ему передал, но большинство офицеров Бадра поддержали наследование сына Бадра аль-Афдаля на посту визиря.
Положение Бадра в истории государства Фатимидов является ключевым. В то время как слияние административной и судебной власти в лице визиря стало кульминацией процесса, уже очевидного при предыдущих правителях, Бадр был первым военным, поднявшимся до визиря ("визиря меча") при Фатимидах, и, более того, своим положением он был обязан не халифу, а поддержке частной военной силы, лично лояльной ему. В этом Бадр также задавал тон своим преемникам: до конца режима Фатимидов в 1171 году визирьство удерживалось в основном военными деятелями, которые оттеснили халифов и были фактическими правителями государства. Многие из этих сильных людей были армянами, как Бадр: Бадр со своим сыном аль-Афдалом и внуком Кутайфатом создали "миниатюрную династию" визирей, и еще три визиря-мусульманина-армянина следовали за ними до убийства последнего из них, Руззика ибн Талаи, в 1163 году. В этот "армянский период" в истории Фатимидского Египта армяне были опорой династии Фатимидов.

## Здания
В 1080-х годах, чтобы защитить город от возможного нападения сельджуков, Бадр приказал перевооружить Каир. Старые стены из сырцового кирпича, построенные при основании Каира в 970-х годах, были полностью заменены новым каменным укреплением, построенным строителями из северной Сирии. Три ворот городской стены Бадра сохранились и по сей день (Баб аль-Футух, Баб ан-Наср и Баб Зувейла), а также участок северной городской стены. Он также построил мечеть Джуйуши на холме Мукаттам в память о своем сыне Авхаде, который восстал в Александрии и был убит в 1085 году. Среди наиболее известных сохранившихся деревянных предметов искусства периода Фатимидов также является минбар, заказанный Бадром для усыпальницы головы Хусейна ибн Али в Аскалоне (сейчас находится в мечети Ибрахими в Хевроне; см. Минбар периода Фатимидов).